# Villa San Lorenzo

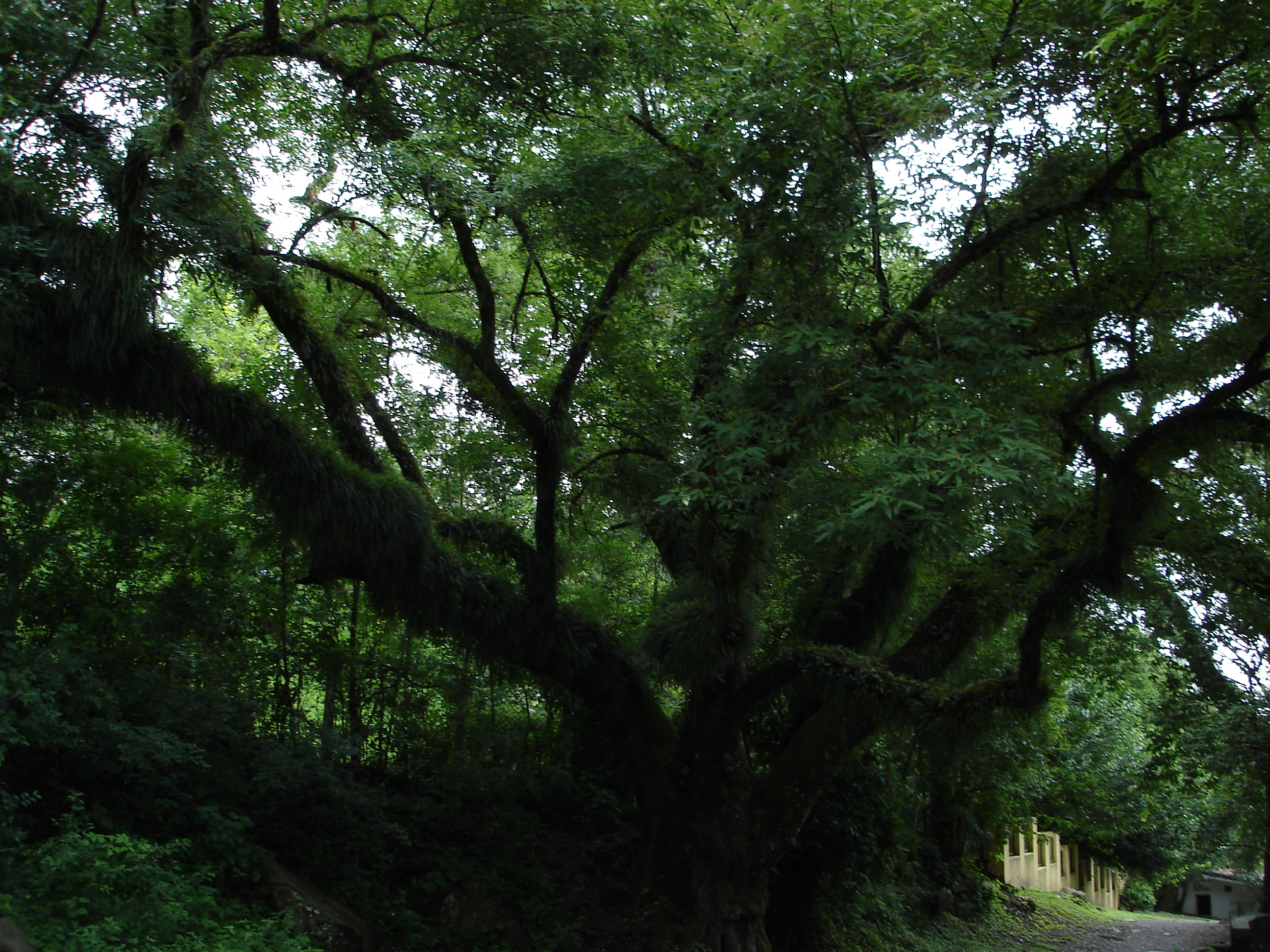
Calles arboladas de Villa San Lorenzo.

Villa San Lorenzo, o simplemente San Lorenzo, es una ciudad enclavada al pie de la cordillera oriental en las yungas, se encuentra a 1.450 m s. n. m., en el Departamento de la Capital de la provincia de Salta, norte de la República Argentina.
Con 194 km², la villa se ubica al pie de la Quebrada de San Lorenzo y es atravesada por el río San Lorenzo. Posee alrededor de 15.000 habitantes, población que en verano se duplica debido a la cantidad de turistas que llegan a veranear en la villa.
Se comunica por autopista con la ciudad de Salta a través de la ruta provincial 28, de la cual sólo dista 10 km. Este trayecto cuenta con ciclovía, senda aeróbica y servicio frecuente de transporte urbano de pasajeros, convirtiéndose en una excelente alternativa para la realización de deportes y de alojamiento para los que buscan tranquilidad cerca de la ciudad.
También, sin acceder a la ciudad de Salta y a través de la autopista Circunvalación Oeste, se comunica con el Aeropuerto Internacional de Salta Martín Miguel de Güemes distante a 20 minutos (o 20 km) de la Villa.

## Toponimia
Epónimo de San Lorenzo Mártir.

## Infraestructura
San Lorenzo nació como una villa veraniega convirtiéndose con el tiempo en un lugar de residencia permanente; posee una infraestructura completa de servicios y una planta turística destacada, integrada por hoteles de distintas categorías. Cuenta con camping, servicios de hotelería (hoteles boutique, casas de campo, cabañas, hosterías, bungalows, etc.), de gastronomía (restaurantes, casa de té, etc.) y centros de reuniones y convenciones.
Con antiguas y conservadas edificaciones, se caracteriza por sus casas señoriales del siglo XIX, entre el que se destaca el Castillo de San Lorenzo. Las residencias están enclavadas en las laderas de las montañas, donde la frondosa y exuberante vegetación y el clima fresco se conjugan para brindar una sensación de bienestar. 
Entre sus calles arboladas podemos recorrer la villa y llegar a la Quebrada de San Lorenzo, visitar su iglesia, el Museo del Gaucho y una pequeña plaza central. La selva de montaña y su tranquilidad hacen de la villa un lugar ideal para el descanso.
Es una localidad muy importante para el rugby de la provincia, porque aquí se ubican Tigres Rugby Club y el campo anexo del segundo equipo más ganador del torneo provincial, el Jockey Club de Salta.

## Clima y biodiversidad
De flora exuberante y llamativa, la villa se caracteriza por su microclima agradable con veranos suaves y por una extraordinaria biodiversidad en cuanto a flora con más de 200 especies de árboles y fauna, especialmente aves.
San Lorenzo posee una importante variedad de árboles y flores características de la selva montana predominando los ceibos.
La presencia casi constante de las nubes es un rasgo de este ambiente. El fenómeno se produce por el descenso de temperatura del aire cargado de humedad, que asciende por los cordones montañosos. La elevada humedad favorece el desarrollo de la vegetación de selva.
En ella predominan tres pisos de vegetación: la selva pedemontana (450 a 800 metros), la selva montana (550 a 1600) y los bosques montanos (1600 y 2500).
El Castillo de San Lorenzo es una construcción que data de principio de siglo XX. Hecho por el italiano Luiggi Bartoletti, armero de oficio casado con la joven salteña Adelina Bassani, heredera de este terreno en la Quebrada de San Lorenzo. La prosperidad de la familia Bartoletti permitió que edificara esta casa de veraneo al estilo de un “Castello” del norte de Italia. Por la particularidad del terreno, debieron hacer cimientos muy profundos, usándose la dinamita por primera vez en Salta. Las piedras fueron acarreadas desde los ríos San Lorenzo y Castellano, a lomo de mula. Se usó, como novedad para la época, cemento en la construcción y el techo fue hecho con rieles de ferrocarril. Las rejas que rodean el edificio son caños de fusiles Remington usados en la guerra de la Triple Alianza.
Luego de años de abandono, en 1984 se restauró respetando su estilo. Desde sus ventanales se observa el maravilloso paisaje de la selva montana y su diversa fauna. Hoy continúa el hotel y restaurante mejorando día a día sus servicios a cargo de sus actuales ofreciendo hospedaje y gastronomía, al estilo de la época de Don Luiggi Bartoletti.

## Turismo

### Excursiones cercanas
Villa San Lorenzo ofrece un ámbito natural ideal para la práctica de actividades de turismo aventura y ecoturismo en la selva montana. Su paisaje, sus montañas, lomas y ríos, son una invitación a disfrutar de la naturaleza, la tranquilidad y de las actividades al aire libre.
Pueden recorrerse senderos los cuales son atravesados por arroyos y ríos que deben sortearse y tornándose en una verdadera aventura en verano (en época de lluvias) debido a la cantidad de ríos crecidos.
De ella parten diferentes circuitos que pueden realizarse a diferentes puntos cercanos, aunque a algunos lugares es necesario contar con un guía especializado.
Las rutas de montaña en las que puede realizarse senderismo son:
- Quebrada de San Lorenzo y mirador de la quebrada: reserva natural privada perteneciente a la provincia fitogeográfica de las Yungas; nivel de dificultad: baja.

- Reserva natural provincial finca las costas: reserva natural provincial creada como reserva estricta con el fin de preservar la cuenta productora de agua más importante de la ciudad de Salta. Nivel de dificultad: baja.

- Puerta del cielo: atravesando el cordón montañoso que circunda la villa y bordeando el río Potrero, se llega a esta finca dormida en el tiempo. Se encuentra ubicada al pie de la cordillera oriental y se asciende hasta los 2000 m s. n. m. Nivel de dificultad: alto. Modalidad de acceso: trekking/cabalgata/cuatriciclo.

- Potrero grande: tranquilo y alejado de la civilización, con pastizales en los llanos y rodeado de verdes laderas cubiertas por selva montana. A este lugar se llega siguiendo aguas arriba el arroyo Potrero por una estrecha quebrada de gran belleza natural. Nivel de dificultad: medio. Modalidad de acceso: trekking/cabalgata/cuatriciclo.

- Lomas balcón y serranías cercanas: terrenos ondulados cubierto de pastizales que rodea la villa. Encantadora paisajísticamente por sus vistas panorámicas al valle de Lerma y desafiante en altura para principiantes, es utilizada además como una rampa natural de lanzamiento por quienes se atreven a realizar sus primeros vuelos en parapente.[3] Nivel de dificultad: bajo. Modalidad de acceso: cabalgata (corta)/cuatriciclo/parapente.

### Otros sitios cercanos de interés
Otros circuitos que se destacan son: Rancho Viejo, Escalada cerro Los Yacones, Los Cajones, Puertas del Cielo, Incahuasi, Pascha, cruce de Abras, abra Las Tres Cruces, laguna Brava y cerro Laja.
Algunos de los circuitos se realizan en más de un día de duración, pudiendo pernoctarse en carpa o ranchos de pobladores ya adaptados para la excursión debido a que no existen refugios de montaña.

## Los Yacones, Lesser y Castellanos

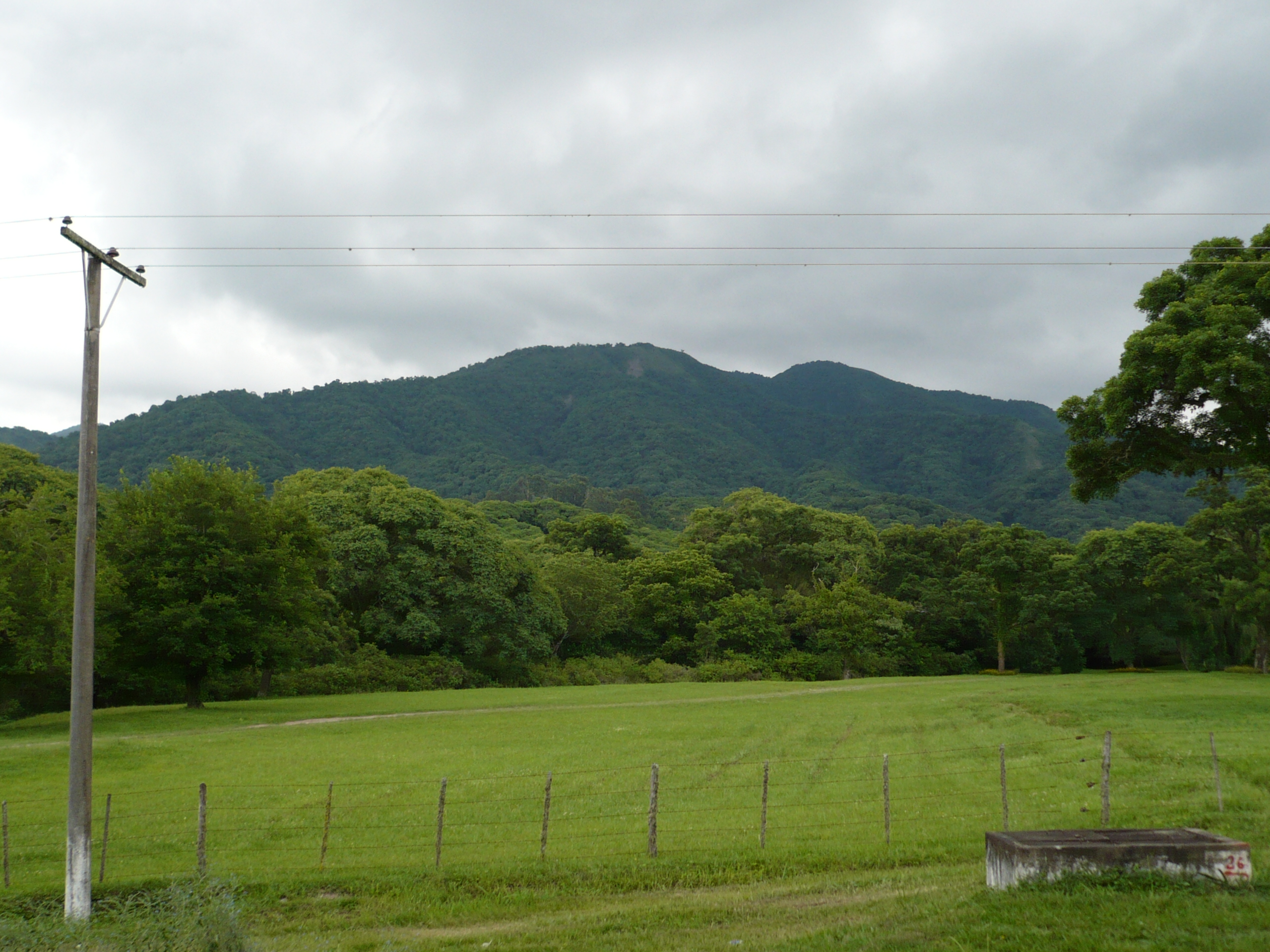
Camino a Lesser, Ruta provincial 28.

Continuando con la misma fitogeografía de la quebrada de San Lorenzo, encontramos otros lugares muy cercanos a villa San Lorenzo como: Los Yacones, Lesser y Castellanos.
El bosque montano, la selva de transición y la selva de montaña predominan toda la zona con picos de altura que llegan hasta los 2500 m s. n. m.
Continuando a través de la ruta provincial 28 (ruta pavimentada e iluminada) o recorriendo su ciclovía, se llega a la localidad de Lesser, muy cercana a Villa San Lorenzo y a solo 15 km de la ciudad de Salta, con casonas coloniales salpicadas entre el verde de los cerros, inmerso en el paisaje de selva montana y el río Lesser al cual le debe el nombre, siendo un lugar ideal para la realización de excursiones de trekking, cabalgatas y realización de actividades al aire libre que parten desde Villa San Lorenzo.
Más adelante, saliendo de la ruta provincial 28 y siguiendo el camino consolidado de ripio, se encuentra Finca Lesser, dedicada a la cría de ganado vacuno y caballar, cuenta con pastizales de altura a 3000 m s. n. m. Se llega a ella a través de un camino de herradura, que fue utilizado en la antigüedad como vía de acceso de las poblaciones indígenas que habitaban la zona y que estaban comprendidas en el imperio inca. En la actualidad pueden verse todavía grandes y antiquísimos corrales de piedra que fueron aprovechados en la época del tráfico de mulas al Alto Perú.
La ruta provincial 28 es una ruta circular de 25 km de extensión que se inicia y finaliza en la ciudad de Salta, comunicando la ciudad con las localidades de San Lorenzo, Los Yacones, Lesser y Castellanos, finalizando nuevamente en la zona norte de la ciudad, cerca de la localidad de Vaqueros.

## Historia

### Combate de lasLomas de San Lorenzo
En el transcurso de la segunda invasión realista a Salta tras las derrota de Vilcapugio y Ayohuma se libró un enfrentamiento armado entre las tropas patriotas y las fuerzas realistas, debido a que el Ejército del Norte estaba en plena retirada del Alto Perú. Belgrano con el grueso del ejército se replegaba a Tucumán y en la retaguardia quedan Dorrego y los Granaderos a caballo que intentan ingresar a Salta por las lomas de San Lorenzo. Allí les esperaban los realistas al mando de Saturnino Castro con más de 900 soldados que triplicaban en número las del ejército argentino, para una emboscada segura; era el 21 de enero de 1814, en que se enfrentan las dos fuerzas alrededor de las 3 de la tarde. El jefe realista comienza la avanzada con la caballería seguro de derrotar a Dorrego y al ejército patriota. Pero estos últimos se defendieron muy bien en las lomas de San Lorenzo utilizándolas como trincheras naturales, logrando así resistir el asedio español por 4 h, hostigándolos y demorando de esta manera al enemigo, por lo que Belgrano y la mayoría del ejército Argentino pudo llegar hasta el río juramento, quedando de esta manera fuera del alcance realista. Dorrego de esta forma causó un gran daño al enemigo godo mientras que en el bando patriota solo hubo 3 muertos y 2 heridos. Tras esta batalla la retaguardia argentina se estableció en Cerrillos en el sur de Salta para comenzar la guerra de recursos y sumarse a lo que sería la Guerra Gaucha.